# Louis Daguerre
Pour les articles homonymes, voir Daguerre.
Louis Daguerre, né le 18 novembre 1787 à Cormeilles-en-Parisis (actuel Val-d'Oise) et mort le 10 juillet 1851 à Bry-sur-Marne (actuel Val-de-Marne), est un peintre et photographe français. Sa commercialisation du daguerréotype inspiré des travaux de Joseph Nicéphore Niépce a fait qu'il a un temps été considéré comme l'inventeur de la photographie.

## Biographie

### Naissance
Louis Jacques Mandé Daguerre est né le 18 novembre 1787 à Cormeilles-en-Parisis près de Paris et il est baptisé trois jours plus tard, le 21 novembre 1787, en l'église Saint-Martin de Cormeilles-en-Parisis. Il est le fils de Louis Jacques Daguerre, huissier, et d'Antoinette Hauterre.

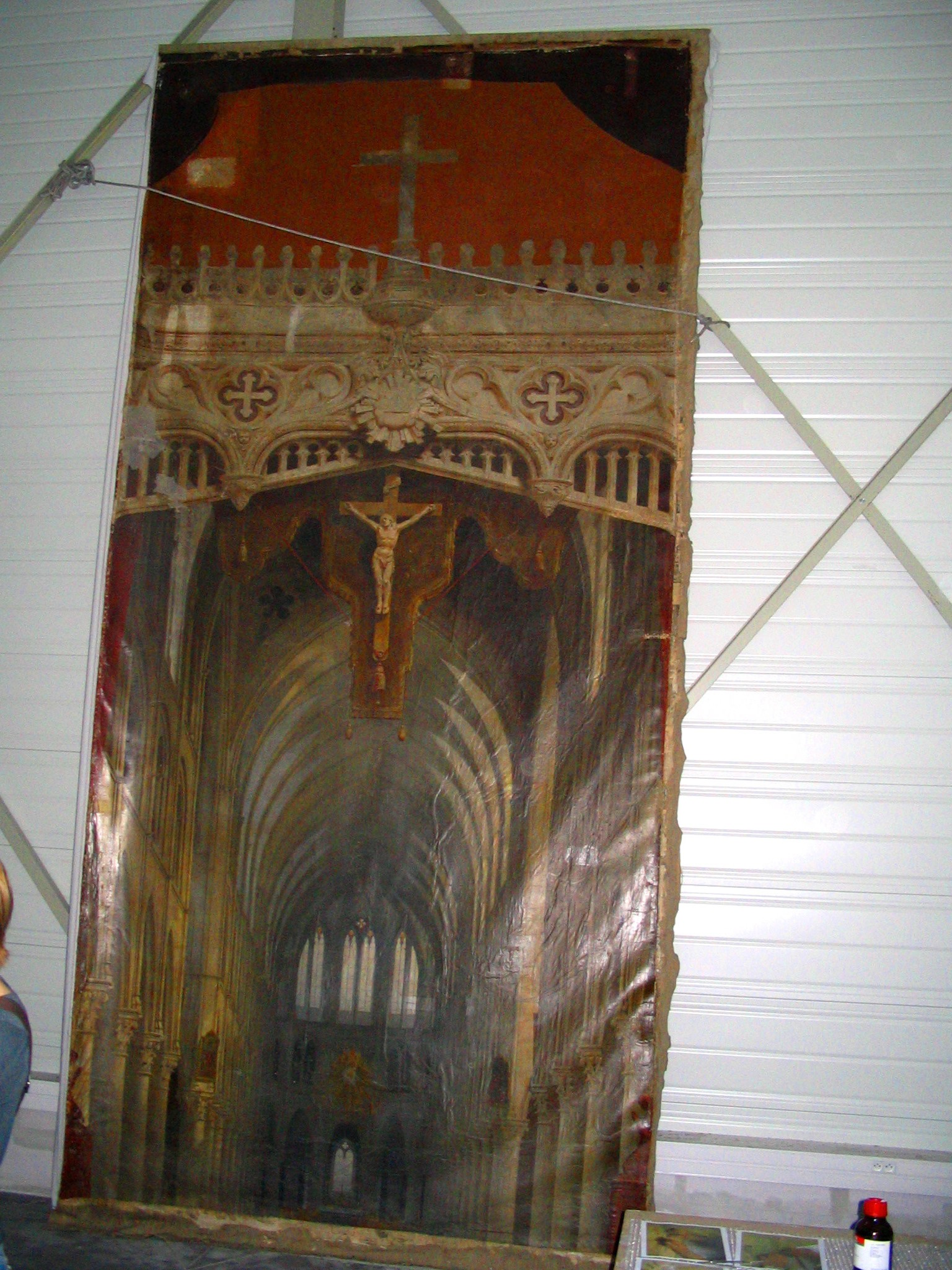
Panneau central du seul diorama subsistant de Louis Daguerre, dans l'atelier de restauration de Bry-sur-Marne, septembre 2007.

### Vie privée
Il épouse le 10 novembre 1810 Louise Georgina Smith (ou Arrowsmith) à Paris à la mairie de l'ancien 2e arrondissement  qui se situe au 3 rue d'Antin de 1795 à 1833, dans l'ancien hôtel de Mondragon, confisqué à la Révolution.

### Le peintre et décorateur
Louis Daguerre fut d'abord peintre avant de se convertir au métier de décorateur de théâtre pour lequel il exécuta des tableaux remarquables (notamment les décorations d'Aladin ou la Lampe merveilleuse à l'Opéra). Il fut l'élève de Pierre Prévost et contribua à réaliser des panoramas.
Œuvres picturales :
- Avignon, musée Calvet, Vue des thermes de Cluny.
- Bry-sur-Marne, musée Adrien-Mentienne.
- Bry-sur-Marne, église Saint-Gervais et Saint-Protais : Diorama de l'église de Bry.
- Gray (Haute-Saône), musée Baron-Martin, Ruines d'un cloître et Ruines d'une église ogivale.
- Liverpool, Walker Art Gallery, Ruines de la chapelle de Holyrood.
- Rouen, musée des Beaux-arts, Intérieur de Rosslyn Chapel.
- Collection particulière : Le Campo Santo de Pise.

Daguerre peintre
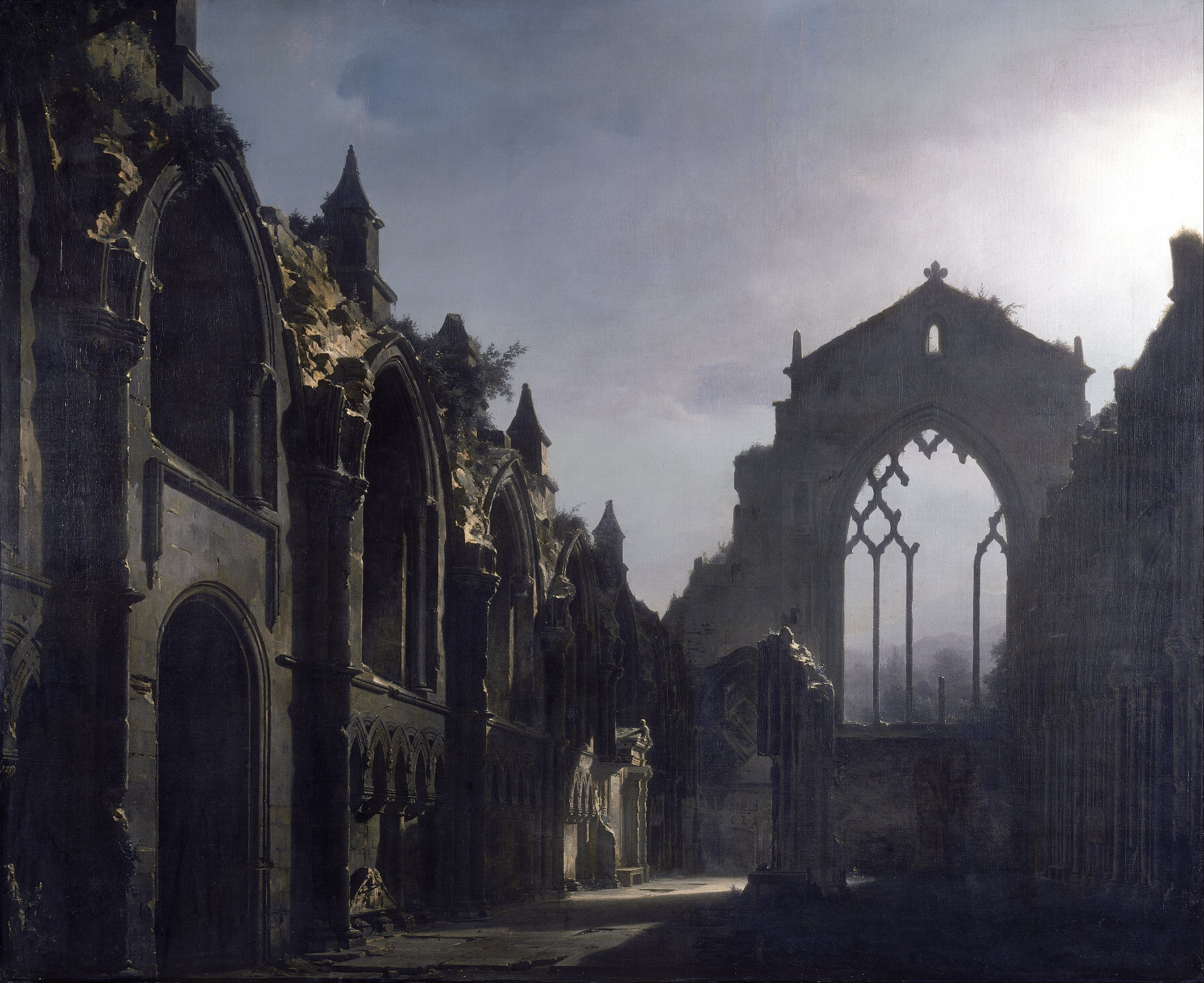
Ruines de la chapelle de Holyrood, huile sur toile, vers 1824.
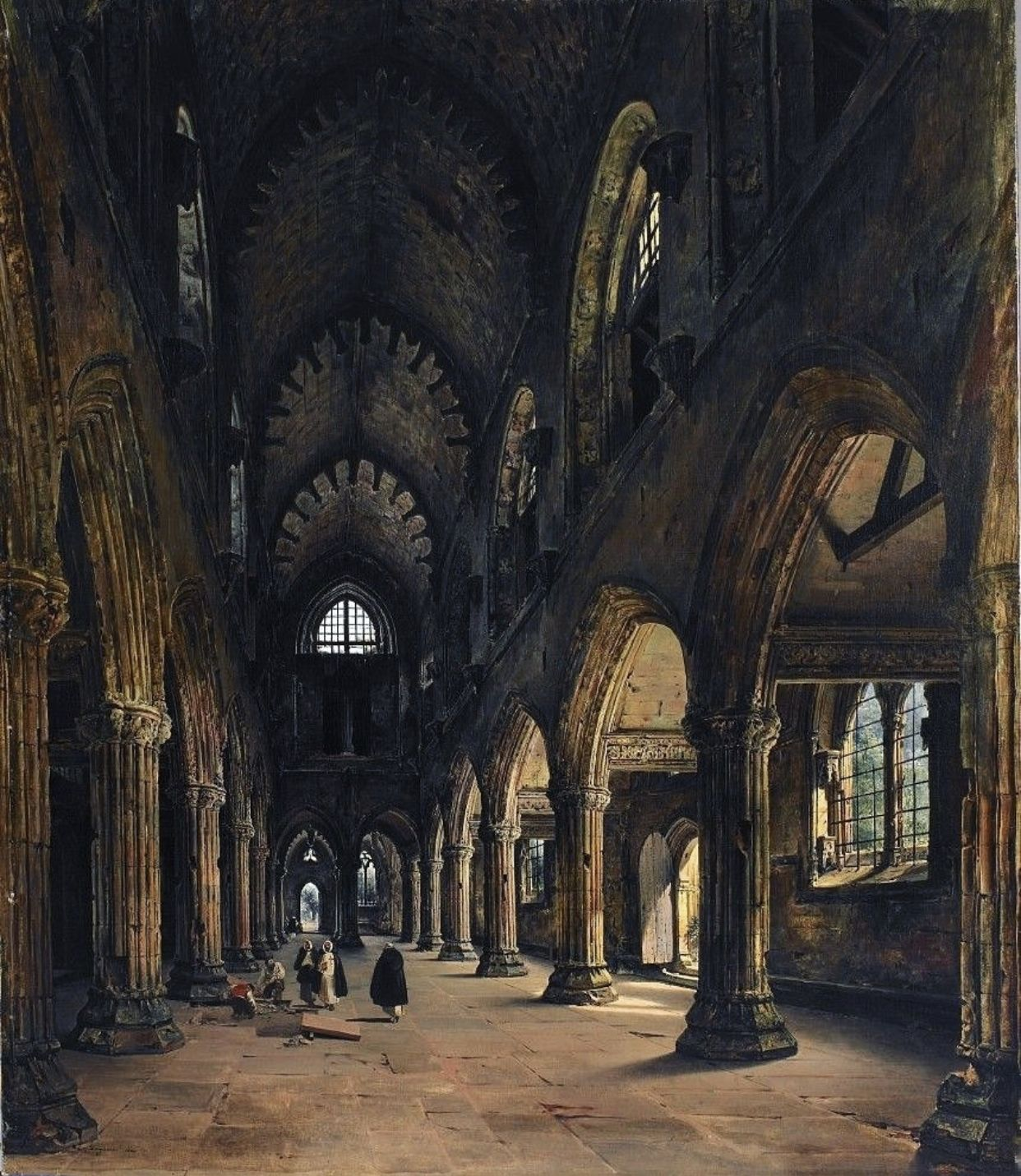
Intérieur de Rosslyn Chapel, huile sur toile, 1824 Musée des Beaux-Arts de Rouen.
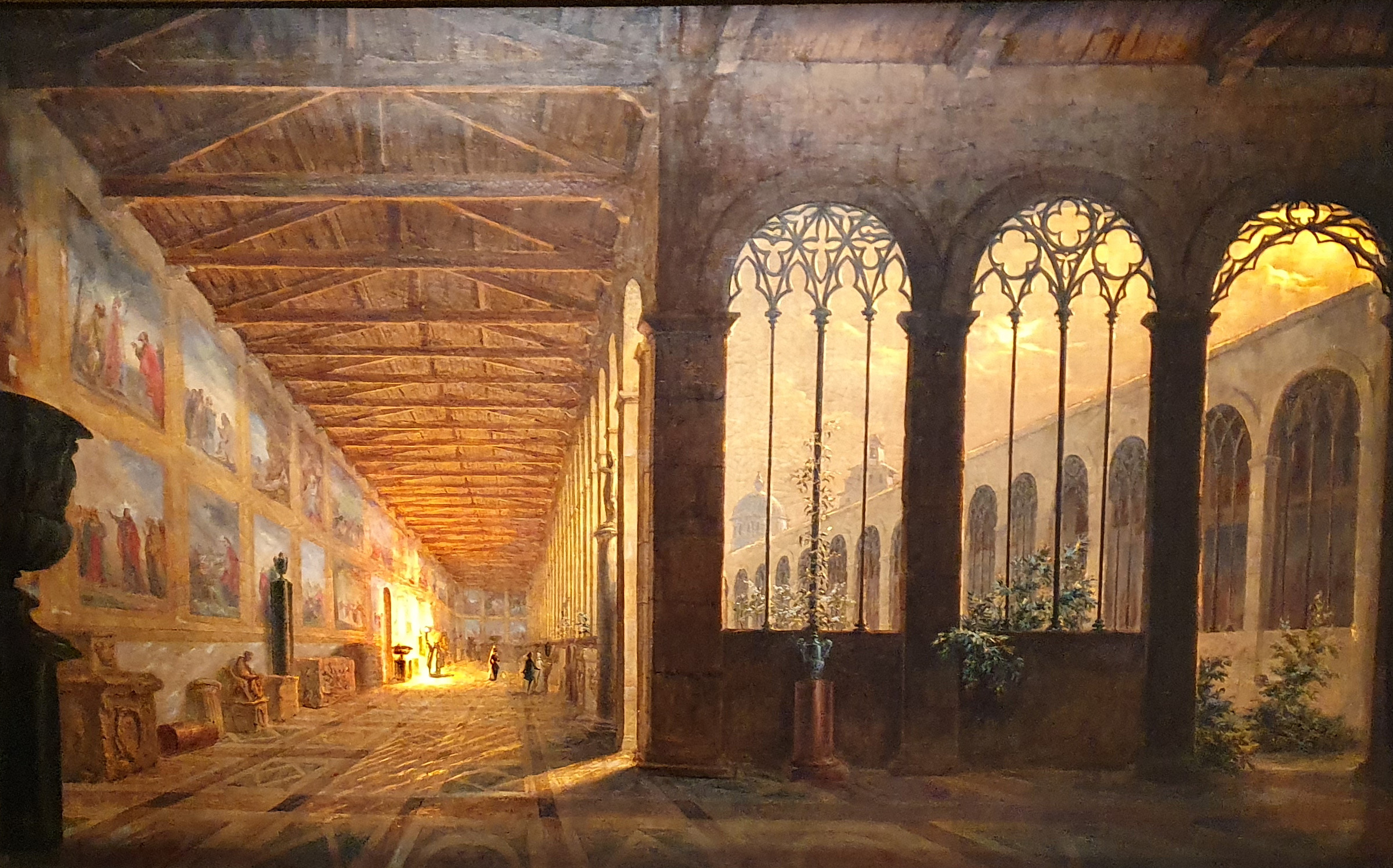
Le Campo Santo de Pise, huile sur toile recto : tableau vu éclairé, 1834-1839.
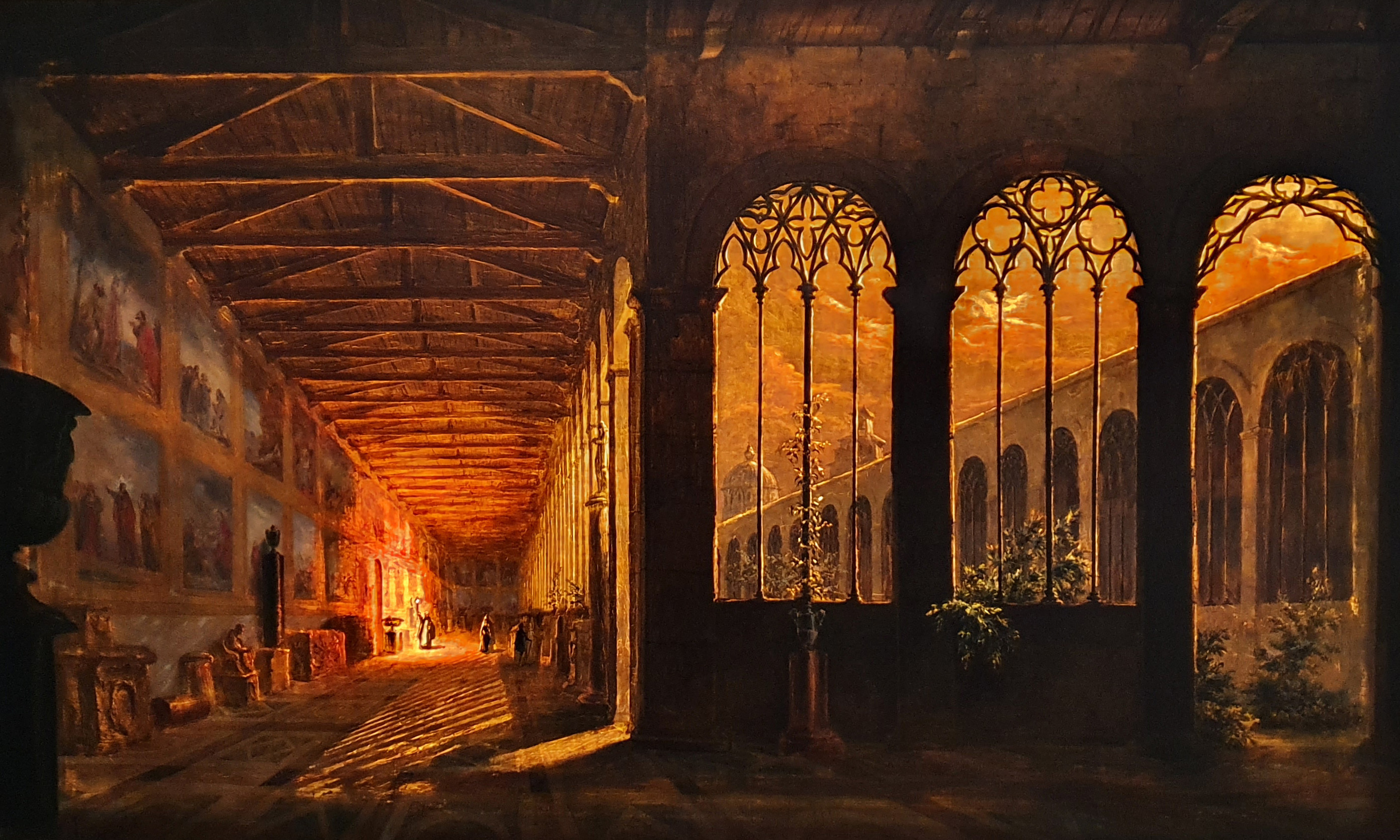
Le Campo Santo de Pise, huile sur toile verso : tableau vu peu éclairé.
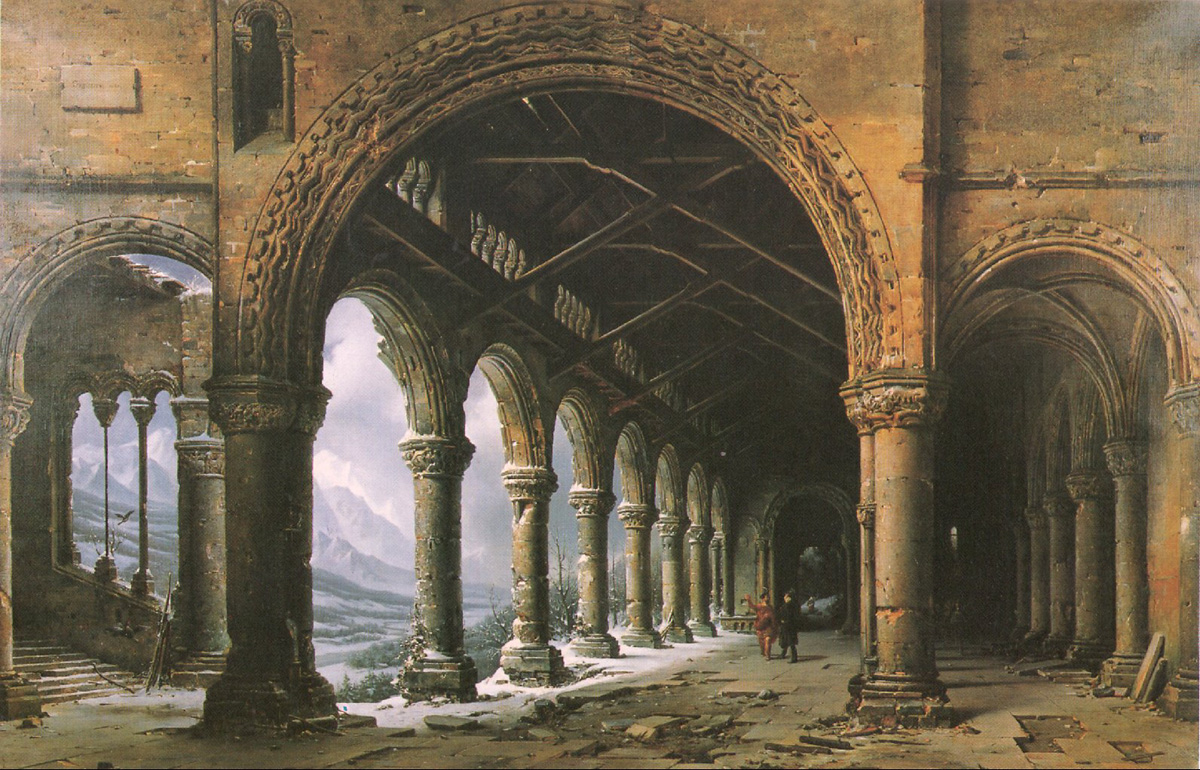
Effet de brouillard et de neige à travers une colonnade gothique en ruines, huile sur toile, 1826.

Il fournit en outre des illustrations pour les Voyages pittoresques et romantiques dans l'ancienne France.

### Invention du diorama
Il connaît son premier succès grâce au diorama, un spectacle conçu avec son associé Charles Marie Bouton en 1822. Ces très grandes toiles translucides peintes en trompe-l'œil et animées par des effets d'éclairage variés donnent aux spectateurs une illusion de réalité. Selon l'éclairage, la scène, représentée sur une toile de vingt-deux mètres sur quatorze, passe du jour à la nuit, change de climat, etc.
Le diorama mis en place dans l'église de Bry-sur-Marne (1842), seul subsistant encore aujourd'hui, est peint de cette façon. Lors des sermons du curé, les fidèles étaient parfois distraits de leur pieuse méditation lorsqu'un nuage passait devant le soleil et modifiait l'éclairage de la scène peinte. Excédé par cette concurrence, le curé le cacha en plaçant un rideau devant. Après sept années de restauration, le diorama est de nouveau exposé dans l'église depuis 2013.
Daguerre et Bouton utilisent une chambre noire pour peindre ces immenses toiles de façon aussi réaliste que possible.

### L'association Niépce-Daguerre
Daguerre fait la connaissance, grâce à leur ingénieur-opticien commun Vincent Chevalier, de Joseph Nicéphore Niépce, qui, après avoir reproduit photographiquement des gravures, a entrepris de réaliser des « points de vue » (il nous en reste, de 1827, le Point de vue du Gras). Intéressé, Daguerre écrit une première lettre à Niépce en janvier 1826. Mondain, homme de théâtre, Daguerre impressionne, lors de leur première rencontre à Paris pendant l'été 1827, l'inventeur chalonnais. Ils se mettent à correspondre. Niépce est réticent à montrer les avancées de ses travaux « héliographiques », qui avaient débouché sur des premières images stabilisées. Cependant, l'entregent de Vincent Chevalier conduit les deux hommes à signer, le 14 décembre 1829 à Chalon, un contrat d'association, dans le but d'améliorer le procédé de Niépce par les perfectionnements que Daguerre y apporterait. Ce contrat stipule que l'invention, objet du traité, est due à Joseph Nicéphore Niépce. Mais la mort subite de Niépce le 5 juillet 1833 laisse le champ libre à Daguerre, qui pourra un temps se laisser attribuer le mérite principal de l'invention de la photographie. De fait, en s'appuyant notamment sur les travaux de Bernard Courtois sur les propriétés de l'iode, qu'il utilise comme agent sensibilisateur sur une plaque de cuivre recouverte d'une couche d'argent, il met au point, entre 1833 et 1839, le procédé par lequel le monde prendra connaissance de la photographie et qu'il décide d'appeler daguerréotype.

### Le daguerréotype
Après la mort de Niépce, en 1833, Daguerre décide de poursuivre les recherches sur les propriétés photochimiques de l'iode. De 1835 à 1837, il va progresser sur les méthodes de développement et de fixation des images, en découvrant que la vapeur de mercure agit comme révélateur de l'image. Avec le principe du développement de l'image latente, Daguerre apporte une contribution majeure en trouvant le procédé qui a pour conséquence pratique de raccourcir le temps de pose, jusqu'alors très long (plusieurs heures), à quelques dizaines de minutes seulement.

En 1837, il parvient à fixer ces images avec de l'eau chaude saturée de sel marin. Le daguerréotype est né, sans que le nom de Niépce y soit associé.

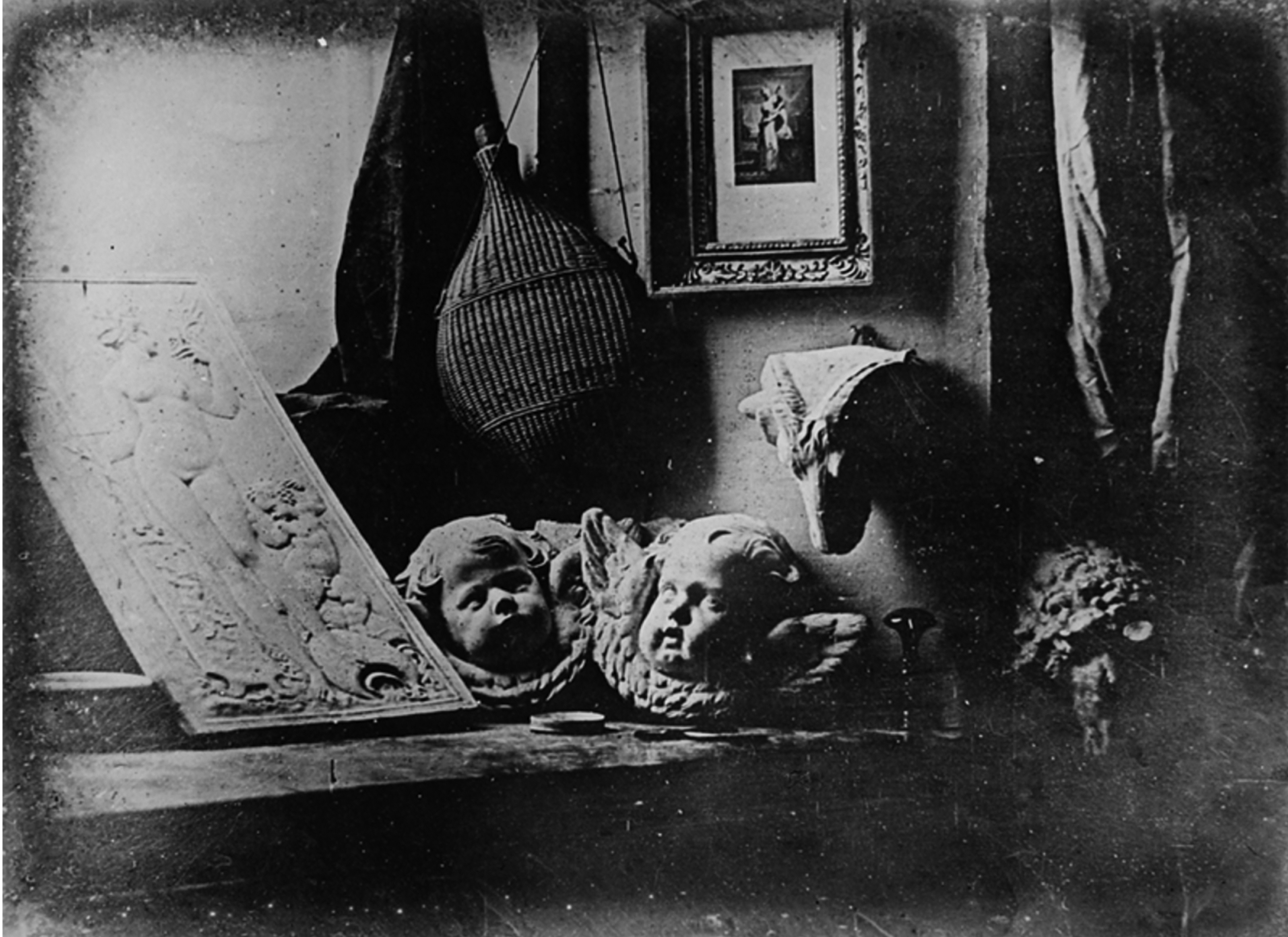
L’atelier de l'artiste, daguerréotype, 1837.

Daguerre fait la démonstration de son invention à François Arago, homme politique et savant célèbre. Vivement intéressé, Arago perçoit le potentiel du nouveau procédé et annonce officiellement cette découverte par une communication à l'Académie des sciences, le 7 janvier 1839. Durant l'été 1839, à l'instigation d'Arago, une loi est votée par laquelle l'État français acquiert le nouveau procédé contre une pension annuelle de 6 000 francs à Daguerre et de 4 000 francs à Isidore Niépce, le fils de Nicéphore, successeur de son père dans l'association formée avec Daguerre. Le 19 août 1839, les détails techniques sont présentés devant les Académies des sciences et des beaux-arts réunies.
L'engouement du public est immédiat. Le daguerréotype se répand rapidement dans toute la France, en Europe, puis dans le monde entier. Le premier français à l'exporter aux États-Unis est François Fauvel-Gouraud, commissionné par Alphonse Giroux en décembre 1839. Il connait un immense succès pendant une dizaine d'années, avant d'être détrôné par d'autres procédés. La commercialisation des chambres et du matériel nécessaire à ces images photographiques firent la fortune de Daguerre.
Avant sa mort, Daguerre avait exigé que fût gravé sur sa tombe « Daguerre, Artiste Peintre, Chimiste, Inventeur de la photographie », ce qui fut fait. Sa tombe se trouve au cimetière de Bry-sur-Marne. Il faudra quelques années pour que la paternité de l'invention, confisquée un temps par Daguerre, soit définitivement rendue à Niépce. Ceci grâce aux initiatives d'un archiviste de Chalon-sur-Saône, Victor Fouque qui voulut sans doute défendre la mémoire d'un compatriote.

## Publications de Louis Daguerre
- Historique et description du daguerréotype et du diorama[10] en 1839.
- Nouveau moyen de préparer la couche sensible des plaques destinées à recevoir les images photographiques[11] en 1844.

## Distinction
- Officier de la Légion d'honneur (décret du 15 juin 1839)[12]

## Élèves
- Le peintre Philippe Rondé fit partie de ses élèves.
- Le photographe Jean Nicolas Truchelut fit partie de ses élèves.

## Postérité

### Iconographie
- Émile Soldi (1846-1906), Nicéphore Niepce et Louis Daguerre, 1889, médaille en bronze patinée marron[réf. nécessaire].
- Charles-Romain Capellaro (1826-1899), Monument à Daguerre, Cormeilles-en-Parisis, 1883, buste en bronze.
- Mathieu-Meusnier (1824-1896), Buste de Daguerre, Opéra Garnier à Paris, 1883, buste en marbre.

### Hommages

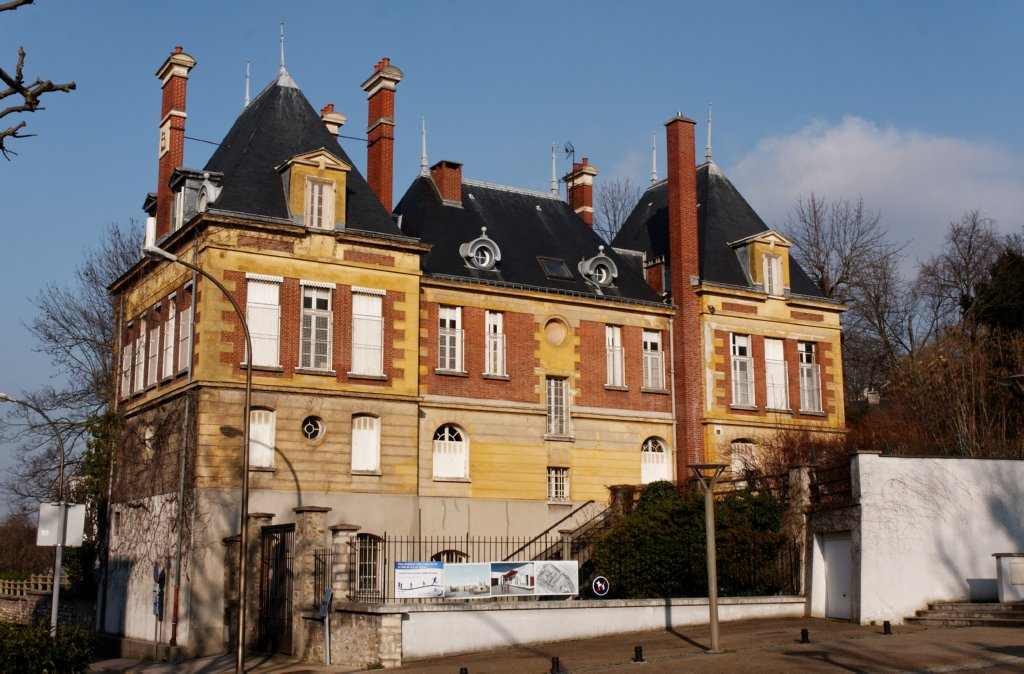
La maison de Daguerre à Bry-sur-Marne.

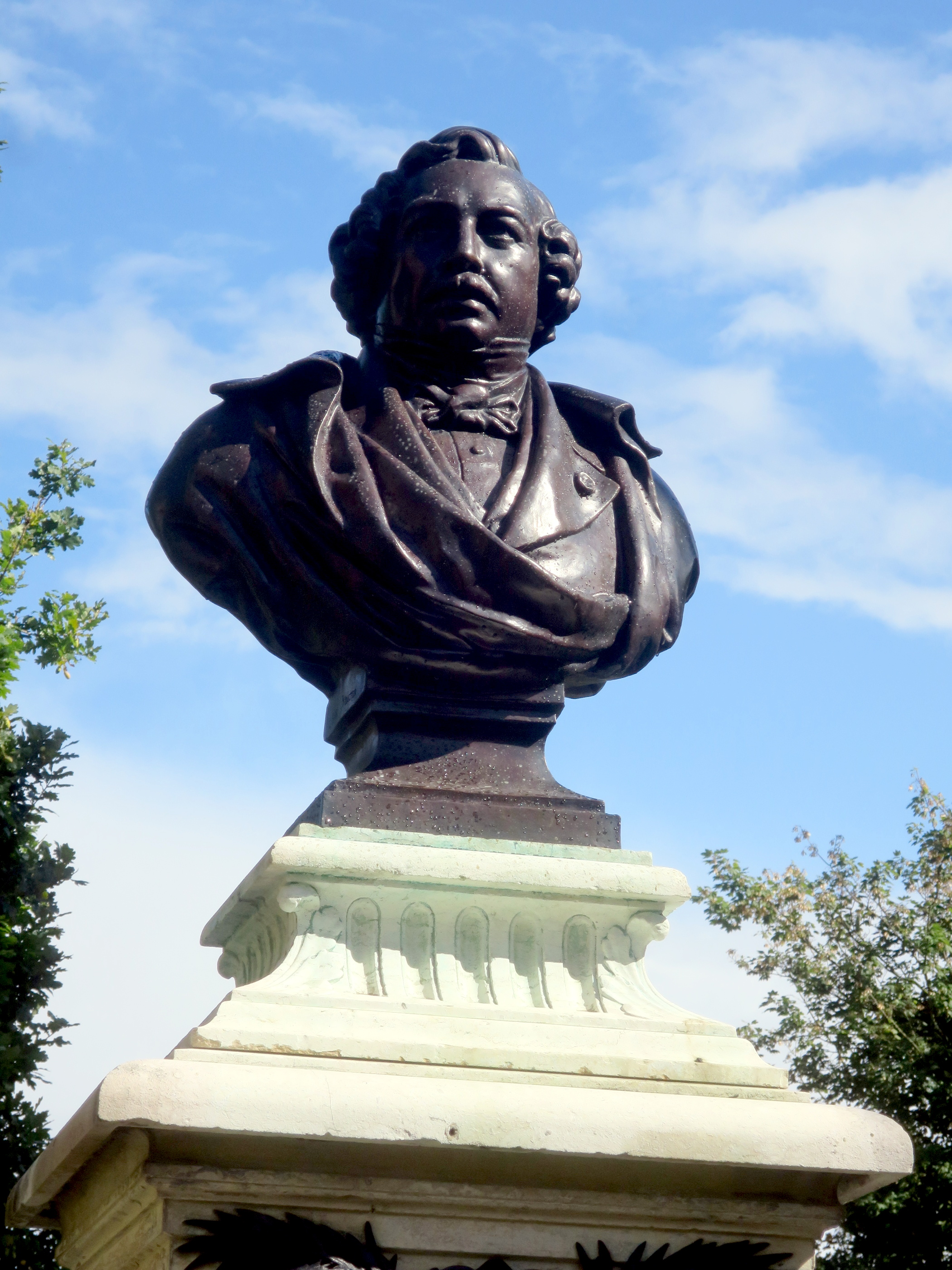
Monument élevé à Daguerre à Cormeilles-en-Parisis en 1883. Le buste est sculpté par Charles-Romain Capellaro.

- Le nom de Louis Daguerre est inscrit sur la tour Eiffel.
- Une rue du 14e arrondissement de Paris (rue Daguerre) a été nommée en son honneur en 1867, près de la place Denfert-Rochereau. Une autre à Reims porte son nom depuis 1979.
- Une rue dans le quartier de Saint-Joseph-de-Porterie à Nantes porte son nom (rue Jacques-Daguerre) [13]
- À Cormeilles-en-Parisis, sa ville natale, une souscription publique est décidée en août 1880 pour élever un monument à la mémoire de Daguerre. La Société française des Archives photographiques, historiques et monumentales la prend en charge. Ce monument est inauguré trois ans plus tard, le 26 août 1883, en présence d'un public nombreux[14],[15]. Sur un projet d'Alfred Leclerc, architecte en chef du château de Versailles, qui réalise le piédestal du monument, le buste en bronze est du sculpteur Charles-Romain Capellaro. Disparu pendant la Seconde Guerre mondiale, il a été restitué à l'identique en 1957 grâce au travail du sculpteur Albert-Lucien Biard. Ce même buste a été restauré en 2017 à l'occasion du 230e anniversaire de la naissance de Daguerre.
- À Cormeilles-en-Parisis, la rue Caroline prend le nom de Daguerre en 1877. En 1883, c'est tour du square entourant l'église Saint-Martin dans lequel est érigé le monument à Daguerre. Une plaque est apposée sur sa maison natale, 105 Grande Rue (aujourd’hui rue Gabriel Péri). En 1937, le 150e anniversaire de sa naissance est célébré. Le premier collège de la ville est inauguré en 1972 et baptisé Jacques Daguerre. En 1987, la ville de Cormeilles célèbre le 200e anniversaire de la naissance de Daguerre par une importante exposition : "Les miroirs qui se souviennent". En 2017, les Musées Réunis de Cormeilles inaugurent un diorama à la façon de Daguerre, dû au peintre Stéphane Belzère.
- En 1883, Mathieu-Meusnier réalise le buste en marbre de Daguerre pour l'Opéra Garnier à Paris.
- En 1890, un mémorial Daguerre est inauguré à Washington.
- En 1897, un monument est érigé à Bry-sur-Marne, la ville où il habita et mourut, et où il est enterré.
- En 1935, l'Union astronomique internationale a donné le nom de Daguerre à un cratère lunaire.
- L'astéroïde (3256) Daguerre est également nommé en son honneur.
- Dans le jeu vidéo Life is strange, le professeur en photographie Mark Jefferson explique le procédé inventé par Louis Daguerre après avoir remarqué que le personnage principal, Maxine Caulfield, a pris un selfie.

### Expositions
- 20 octobre - 19 novembre 1961 : Daguerre 1787-1851 et les premiers daguerréotypes francais, Bibliothèque nationale, Paris, commissaires d'exposition Jean Adhémar et Beaumont Newhall[16].
- 23 octobre - 7 novembre 1976 : Hommage à Daguerre magicien de l'image, Musée Adrien Mentienne, Bry-sur-Marne : exposition organisée dans le cadre de la célébration du 125e anniversaire de la mort de Louis Daguerre[17].